# Dżidżal
Dżidżal (arab. ‏جيجل‎, Ǧīǧal; fr. Jijel) – miasto w północno-wschodniej Algierii, nad Morzem Śródziemnym, ośrodek administracyjny prowincji Dżidżal. W 2008 roku liczyło ok. 135 tys. mieszkańców. Port handlowy i rybacki; przemysł skórzany, spożywczy, drzewny; ośrodek handlowy regionu zbioru korka; kąpielisko.
Miasto zostało założone przez Kartagińczyków, później było rzymską kolonią o nazwie Igilgili. W 1856 roku zostało zniszczone przez trzęsienie ziemi.